# Wonder of the Seas
El Wonder of the Seas es un crucero de la Clase Oasis operado por Royal Caribbean International. Es el actual buque insignia de Royal Caribbean International. Se completó en 2022 en el astillero Chantiers de l'Atlantique en Saint-Nazaire, Francia, siendo el quinto buque de la clase Oasis de Royal Caribbean.
Con un desplazamiento de 236 857 toneladas, en el momento de entrar en servicio en 2022 fue el crucero más grande del mundo por arqueo bruto, superando a su barco gemelo Symphony of the Seas, también propiedad de Royal Caribbean International. Fue superado por el Icon of the Seas y el resto de buques de la clase Icon, ahora en construcción.

## Diseño

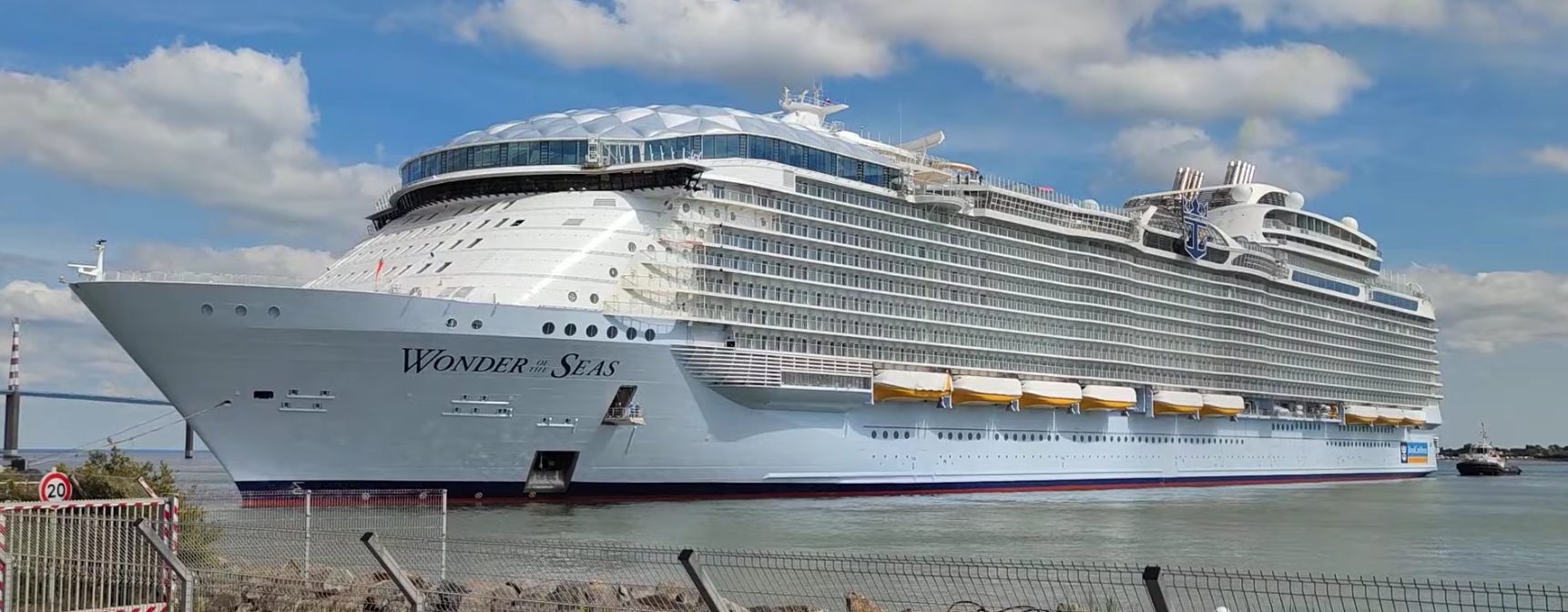
El Wonder of the Seas en el año 2021.

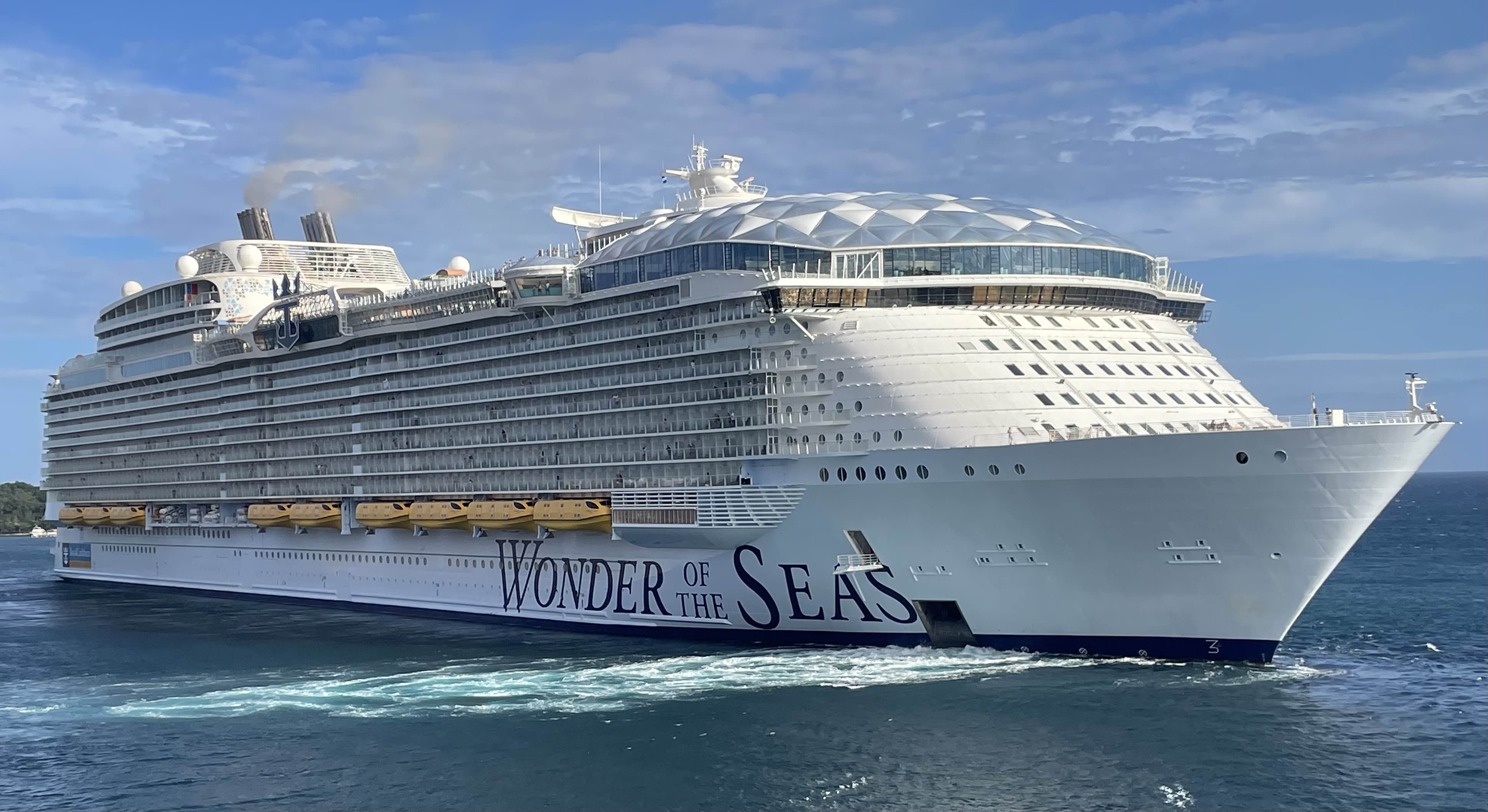
El Wonder of the Seas en el año 2025.

El Wonder of the Seas mide 1188 pies (362 m) de largo y tiene un desplazamiento de 236 857 en 18 cubiertas. Este barco tiene capacidad para 5734 pasajeros en ocupación doble y hasta una capacidad máxima de 6988 pasajeros, así como una tripulación de 2.300. Hay 16 cubiertas para uso de los huéspedes, 20 restaurantes, 4 piscinas y 2867 camarotes.
El Wonder of the Seas tiene ocho "vecindarios" diferentes, incluido un nuevo vecindario de suites.
Las instalaciones incluyen un parque acuático infantil, un parque infantil, una cancha de baloncesto de tamaño completo, una pista de patinaje sobre hielo, un simulador de surf, una tirolesa de 10 pisos de altura, un teatro de 1400 asientos, un teatro acuático al aire libre con 30- plataformas de 9,1 m (1 pie) de altura y dos paredes de escalada de 13 m (43 pies).
Como ocurre con todos los barcos de la clase Oasis, una de las características especiales a bordo es el Central Park, que consta de más de 10 000 plantas reales.
El Wonder of the Seas está propulsado por seis motores marinos diésel: dos motores common rail Wärtsilä 16V46D de 16 cilindros y cuatro motores Wärtsilä 12V46D de 12 cilindros.
Para la propulsión, el Wonder of the Seas utiliza tres motores principales azipod de 20 000 kilovatios, que son propulsores eléctricos. Estos motores están montados debajo de la popa del barco y cada uno impulsa hélices giratorias de 20 pies de ancho. Además de los tres propulsores eléctricos, se utilizan cuatro propulsores de proa para el atraque, cada uno con 5500 kilovatios de potencia o 7380 caballos de fuerza.

## Construcción

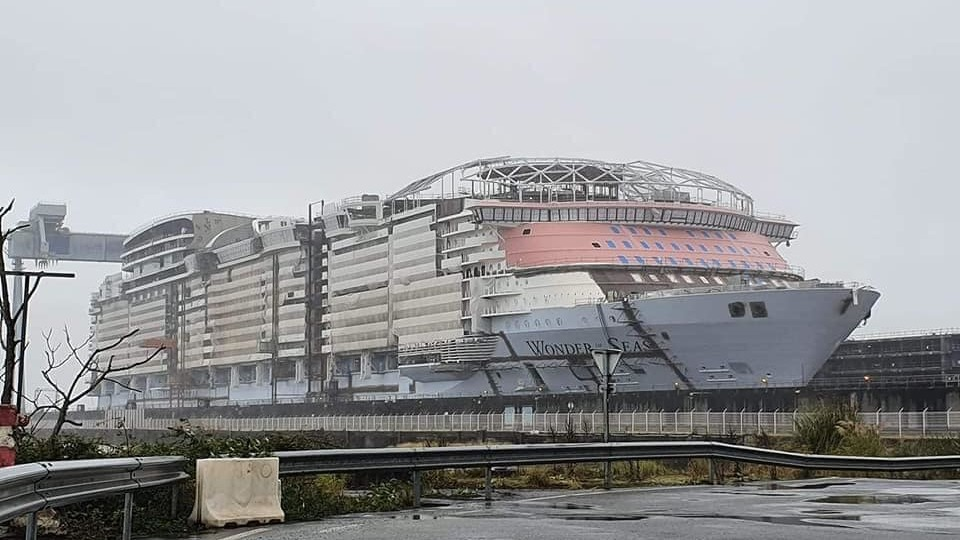
Wonder of the Seas en construcción en Saint-Nazaire en 2020

El 25 de mayo de 2016, Royal Caribbean Group firmó un memorando de entendimiento con STX France (ahora Chantiers de l'Atlantique) para la entrega de un quinto barco de clase Oasis en la primavera de 2021. El primer acero para el nuevo barco fue cortado en el astillero de Saint-Nazaire en abril de 2019, y la quilla del buque se colocó el 9 de mayo de 2019.
En agosto de 2020, como resultado de la pandemia de COVID-19, Royal Caribbean anunció que la entrega del barco se retrasaría hasta 2022.
En abril de 2021, Royal Caribbean abrió reservas a bordo del Wonder of the Seas para una temporada inaugural de 2022 navegando en Asia desde los puertos de Shanghái y Hong Kong. Sin embargo, en septiembre de ese año, Royal Caribbean anunció que el barco debutaría en Port Everglades, navegando cruceros por el Caribe, antes de trasladarse al Mediterráneo en el verano, navegando desde Barcelona y Roma. En noviembre de 2021, la librea del barco se modificó para parecerse a la del Odyssey of the Seas, con su nombre movido hacia atrás y repintado en letra más grande. El mes siguiente, Royal Caribbean anunció que el barco tendría puerto base en Puerto Cañaveral en Florida a partir de noviembre de 2022.
El 29 de octubre de 2021, Royal Caribbean aceptó el barco para "entrega técnica", y la semana siguiente navegó por sus propios medios desde Saint-Nazaire hasta un dique seco de Chantier Naval de Marsella en el puerto de Marsella-Fos para terminar el trabajo. El 27 de enero de 2022, el barco fue entregado a Royal Caribbean. Llegó a América del Norte en febrero de 2022.

## Historial de servicio
Comenzó su viaje inaugural el 4 de marzo de 2022 desde Port Everglades.